# Odyneropsis vespiformis
Odyneropsis vespiformis är en biart som först beskrevs av Adolpho Ducke 1907.  Odyneropsis vespiformis ingår i släktet Odyneropsis och familjen långtungebin. Inga underarter finns listade i Catalogue of Life.